# Landericus
Landericus was van 584 tot 604 hofmeier onder koning Chlotharius II (584-629). Hij was een beschermeling van koningin Fredegonde en werd na de dood van koning Chilperik I in 584 door haar tot hofmeier gekozen. Na de dood van koning Gontram van Bourgondië in 593 versloeg hij een Bourgondisch/Austrasisch invasieleger bij Soissons. Hierna verwoeste hij het (Austrasische) gebied rond Reims en heroverde hij Soissons. In 604 werd hij met een leger richting Seine/Loire gestuurd om de Bourgondische hofmeier Bertoald te verslaan. Na tussenkomst van Theuderik II werd het leger van Landericus op 11 november 604 echter verslagen en moest hij vluchten.

## Beknopte bibliografie
- (de)  K. Selle-Hosbach, Prosopographie Merowingischer Amtsträger in der zeit von 511-613 Bonn, 1974 p.  120/121
- (en)  J.M. Wallace-Hadrill, The fourth book of the Chronicle of Fredegar, Londen, 1960, p. 16/17 (IV 25/26.).